# Dittersdorf (Lößnitz)
Dittersdorf is een plaats in de Duitse gemeente Lößnitz, deelstaat Saksen, en telt 384 inwoners (1964).